# 신은 없다
《신은 없다》(영어: Religulous)는 미국에서 제작된 래리 찰스 감독의 2008년 다큐멘터리 영화이다. 빌 마 등이 출연하였고, 조나 스미스 등이 제작에 참여하였다. 이 영화의 원제 Religulous는 "종교적인"을 의미하는 "religious"와 "우스운"을 의미하는 "ridiculous"를 합쳐 만든 파생어이다. 이 다큐멘터리는 종교와 신앙을 분석하고 이의를 제기한다.

## 개요
빌 마는 예루살렘, 바티칸 시국, 솔트레이크시티를 포함한 수많은 종교 종착지로 여행을 떠나면서 여러 세계 종교의 다양한 관점을 탐구하며 다채로운 배경을 가진 신자들을 인터뷰한다. 여기에는 전 유대인들에게 예수를(Jews for Jesus) 소속, 기독교인, 이슬람교인, 전 모르몬교인, 하시딤이 포함된다.